# Casselton
Casselton es una ciudad ubicada en el condado de Cass en el estado estadounidense de Dakota del Norte. En el censo de 2010 tenía una población de 2329 habitantes y una densidad poblacional de 473,03 personas por km².

## Geografía
Casselton se encuentra ubicada en las coordenadas 46°53′50″N 97°12′44″O / 46.89722, -97.21222. Según la Oficina del Censo de los Estados Unidos, Casselton tiene una superficie total de 4.92 km², de la cual 4.85 km² corresponden a tierra firme y (1.58%) 0.08 km² es agua.

## Demografía
Según el censo de 2010, había 2329 personas residiendo en Casselton. La densidad de población era de 473,03 hab./km². De los 2329 habitantes, Casselton estaba compuesto por el 97.29% blancos, el 0.09% eran afroamericanos, el 0.86% eran amerindios, el 0.09% eran asiáticos, el 0.04% eran isleños del Pacífico, el 0.39% eran de otras razas y el 1.25% pertenecían a dos o más razas. Del total de la población el 2.45% eran hispanos o latinos de cualquier raza.